# Paraphimosis
 Mise en garde médicale
Un paraphimosis est un état physiologique et médical de situation de blocage d'un prépuce enflé, sur le pénis, derrière le gland.
Le prépuce ne pouvant se rétracter pour revenir à sa position normale (flaccide, recouvrant le gland), le patient présente généralement alors un gland du pénis rouge, douloureux et enflé ; et le prépuce est œdémateux, rétracté derrière le gland où il forme une bande de constriction circonférentielle et anormalement rougeâtre. La partie du pénis située près de l'anneau de constriction est généralement molle. Le paraphimosis a souvent une cause iatrogène (survenant souvent à la suite d'un oubli par le personnel médical de repositionner le prépuce après instrumentation ou cathétérisme de l'urètre.
Si le prépuce n'a pas pu être repositionné sur le gland par une simple manipulation, avec l'aide d'un lubrifiant approprié, et après plusieurs heures - ou dès qu'il y a des indices de mauvaise circulation sanguine - le paraphimosis doit être traité comme une urgence médicale, car il peut entraîner une gangrène ou d'autres complications graves.

## Prévention du paraphimosis
Chez l'adulte, après un sondage urinaire ou toute instrumentation ou une pose ou retrait d'un cathéter dans l'urètre, il est conseillé de toujours recalotter un patient non circoncis.
Chez le nouveau-né et le très jeune garçon (avant 3-4 ans), il est fréquent et normal que le prépuce ne soit pas complètement mobile. Ceci prédispose les moins de 3-4 ans au paraphimosis si un soignant a rétracté le prépuce sans décalotter le gland.

## Traitements

### Traitement non chirurgical
Si le paraphimosis persiste plusieurs heures, il devient une urgence médicale.
Remettre le prépuce de force en place ne donne pas de résultat car le gland reste gonflé et l'oedème du prépuce tend à le faire remonter en arrière du gland.
Une premier geste simple est de verser de l’eau fraîche (non glacée) sur le pénis pour en réduire le volume. Le gland peut alors généralement être comprimé entre le pouce et les doigts, et le prépuce remis en place sur le gland. Un lubrifiant anatomique médical peut faciliter l'opération.
Plusieurs études médicales ont montré en 1998, puis en 2001 et en 2009, que placer le pénis une à deux heures dans du sucre en poudre fin peut réduire l'œdème local (par osmose), permettant de réduire le paraphimosis de manière peu stressante, peu coûteuse et sans effets secondaires.

### Traitement chirurgical
En dernier ressort (si les étape ci-dessus ont échoué ou si le paraphimosis est sévère), il y a urgence médicale.
Le traitement curatif sera en première intention une tentative de réduction manuelle sous anesthésie locale.

En cas d'échec, une posthectomie en urgence (circoncision) est nécessaire.